# Simon MacCorkindale
Simon MacCorkindale (Ely, 12 febbraio 1952 – Londra, 14 ottobre 2010) è stato un attore britannico.

## Biografia
Simon Charles Pendered MacCorkindale nacque il 12 febbraio 1952 a Ely, nel Cambridgeshire. Studiò a Haileybury e dovette rinunciare a seguire le orme del padre, militare della RAF, dopo che a 13 anni non superò un test sulla vista. S'iscrisse così al Theatre of Arts di Londra, iniziando in seguito la sua carriera televisiva come Lucius in Io Claudio imperatore (I, Claudius).
Debuttò sul grande schermo nel 1978 con il ruolo di Simon Doyle nel giallo Assassinio sul Nilo, trasposizione del romanzo Poirot sul Nilo di Agatha Christie. Nel 1985 venne inoltre considerato come possibile James Bond, senza però venire ingaggiato. Da allora, la sua carriera si sviluppò principalmente in televisione, ad esempio come protagonista della serie Manimal (1983), dove interpretò un professore in grado di tramutarsi in qualsiasi animale, oppure nella soap opera Falcon Crest.
Nel 2000 fu produttore esecutivo della serie televisiva La regina di spade, girata nel parco tematico di Texas Hollywood e nella cittadina spagnola 
di Almería, e interpretata da Tessie Santiago ed Elsa Pataky. Apparve come guest star nell'episodio I fuggiaschi.
Nel 2002 entrò nel cast della serie Casualty trasmessa da BBC One, nel ruolo di Harry Harper. Per il ruolo, MacCorkindale si preparò a lungo, approfondendo patologie e terminologie mediche
Nel 2006 gli venne diagnosticato un cancro del colon-retto, ma dopo alcuni mesi tornò a recitare in teatro, nell'opera di Agatha Christie The Unexpected Guest, come Andrew Wyke in Sleuth, e come il capitano Georg von Trapp nel musical The Sound of Music. La sua ultima apparizione televisiva fu nel ruolo di David Bryant nella serie New Tricks.
Dopo una lunga battaglia contro il tumore, morì il 14 ottobre 2010 in una clinica privata di Londra.

### Vita privata
Nel 1976 MacCorkindale sposò l'attrice Fiona Fullerton, dalla quale in seguito divorziò. Nel 1984 sposò l'attrice Susan George, con la quale poi visse in una fattoria-allevamento di cavalli di razza nell'Exmoor.

## Filmografia parziale

### Cinema
- Juggernaut, regia di Richard Lester (1974)
- Assassinio sul Nilo (Death on the Nile), regia di John Guillermin (1978)
- The Quatermass Conclusion, regia di Piers Haggard (1979)
- L'enigma dei banchi di sabbia (The Riddle of the Sands), regia di Tony Maylam (1979)
- Caboblanco, regia di J. Lee Thompson (1980)
- La spada a tre lame (The Sword and the Sorcerer), regia di Albert Pyun (1982)
- An Outpost of Progress, regia di Dorian Walker (1982)
- Lo squalo 3 (Jaws 3-D), regia di Joe Alves (1983)
- Wing Commander - Attacco alla Terra (Wing Commander), regia di Chris Roberts (1999)
- A Closed Book, regia di Raoul Ruiz (2010)
- 13Hrs, regia di Jonathan Glendening (2010)

### Televisione
- Gesù di Nazareth - miniserie TV (1977)
- Quatermass Conclusion - La Terra esplode (Quatermass) - miniserie TV (1979)
- Hazzard (The Dukes of Hazzard) - serie TV, episodio 2x13 (1979)
- Manimal - serie TV (1983)
- Falcon Crest - serie TV (1984–1986)
- Counterstrike - serie TV (1990-1993)
- Pianeta Terra - Cronaca di un'invasione (Earth: Final Conflict) - serie TV, 1 episodio (2000)
- Relic Hunter – serie TV, episodi 3x03-3x14-3x22 (2001-2002)
- La regina di spade (Queen of Swords) - serie TV, 1 episodio (2001)
- Casualty - serie TV (2002-2008)
- New Tricks - serie TV, 1 episodio (2010)

## Doppiatori italiani
Nelle versioni in italiano delle opere in cui ha recitato, Simon MacCorkindale è stato doppiato da:
- Pino Colizzi in Assassinio sul Nilo, Caboblanco
- Carlo Reali in Hazzard
- Gianfranco Gamba ne I racconti del brivido
- Piero Tiberi in Lo squalo 3
- Giorgio Melazzi in Manimal
- Roberto Pedicini in Falcon Crest